# Agrias bertrandi
Agrias bertrandi är en fjärilsart som beskrevs av Le Moult 1925. Agrias bertrandi ingår i släktet Agrias och familjen praktfjärilar. Inga underarter finns listade i Catalogue of Life.